# Avro 584
Die Avro 584 Avocet war ein einmotoriges maritimes Jagdflugzeug des britischen Herstellers Avro, gebaut aufgrund einer Ausschreibung des britischen Luftfahrtministeriums.

## Geschichte
Es handelte sich um einen einstieligen Doppeldecker mit einem Ganzmetall-Rumpf, angetrieben von einem 180 hp (134,23 kW/182,5 PS) leistenden 7-Zylinder-Sternmotor Armstrong-Siddeley Lynx IV, der auf eine Metallluftschraube wirkte. Die Maschine sollte auch als Deckflugzeug eingesetzt werden; sie hatte zwar keine faltbaren Tragflächen, die Flächen waren aber mit wenigen Handgriffen zu demontieren. Daher waren die Flächen auch nicht verspannt, sondern mit stabilen Streben versehen. Querruder waren lediglich auf den oberen Flächen angebracht.
Die Avocet war sowohl mit einem Doppelschwimmer als auch mit einem Radfahrwerk ausrüstbar, damit also für rollende Starts als auch für Katapultstarts vom Deck eines Schiffes aus geeignet. Als Bewaffnung waren zwei Vickers-MGs vorgesehen, die auf der Tragfläche angebracht durch den Luftschraubenkreis feuern sollten. Es wurden lediglich zwei Prototypen gebaut –die erste, ausgestattet mit Radfahrwerk, hatte ihren Erstflug im Dezember 1927, die zweite, mit Doppelschwimmern, im April 1928. Da die Flugleistungen dieser Maschinen weit hinter den Erwartungen zurückblieben, blieb der Auftrag an die Firma Avro aus.
Im Juni 1928 wurde auch die zweite Maschine mit einem Radfahrwerk ausgestattet, und im Februar 1929 wurden beide Flugzeuge an die Fleet Air Arm in Martlesham zur Verfügung gestellt. Im September 1929 erfolgte eine erneute Umrüstung der zweiten Maschine zurück auf die Schwimmerversion, danach diente sie in Calshot Piloten, die an der Schneider-Trophy teilnehmen sollten, als Trainingsflugzeug für Wasserstart- und Landeübungen.

## Militärische Nutzung
Vereinigtes KönigreichRoyal Air Force

## Technische Daten
| Avro 584 Avocet (Schwimmerversion, sofern abweichend, in Klammern) |                                                                               |
| Kenngröße                                                          | Daten                                                                         |
| Besatzung                                                          | 1                                                                             |
| Länge                                                              | 7,47 m (8,38 m)                                                               |
| Höhe                                                               | 3,57 m (3,61 m)                                                               |
| Flügelspannweite/Oberflügel                                        | 8,84 m                                                                        |
| Flügelfläche                                                       | 28,62 m²                                                                      |
| Leermasse                                                          | 735 kg (unbekannt)                                                            |
| max. Startmasse (vollgetankt)                                      | 1132 kg (unbekannt)                                                           |
| Antrieb                                                            | ein 7-Zylinder-Sternmotor Armstrong-Siddeley Lynx IV mit 134,23 kW (182,5 PS) |